# فربد خوش‌طینت
فربد خوش طینت (زاده ۸ اوت ۱۹۸۸)، شناخته شده با نام مستعار "فِرِد"، یک کارگردان، تدوین‌گر و سینماگر ایرانی است.
- خلاصه‌ای از زندگی  فربد خوش طینت (زاده ۸ اوت ۱۹۸۸) یک کارگردان، تدوین‌گر و سینماگر ایرانی است که به خاطر آثارش در سینمای زیرزمینی ایران شناخته می‌شود. وی به نام مستعار "فِرِد" نیز معروف است و در حوزه‌های مختلف هنری فعالیت می‌کند. 1
- جوایز و افتخارات  خوش طینت در سال ۲۰۱۰ برنده چالش ویدئویی دموکراسی برای منطقه خاورمیانه و شمال آفریقا شد. فیلم کوتاه او با عنوان "ATTN: Mr. Democrat" موفق به دریافت این جایزه شد، که نشان‌دهنده تأثیرگذاری کارهای او در زمینه سینما و هنر است. 2
- محل زندگی و فعالیت‌ها  فربد خوش طینت در حال حاضر در لس آنجلس زندگی می‌کند و به عنوان کارگردان و تدوین‌گر به فعالیت‌های خود ادامه می‌دهد. او در زمینه تولید ویدئوهای موسیقی و فیلم‌های کوتاه نیز فعالیت دارد. 3

## زندگی حرفه‌ای
خوش طینت هنرهای سینمایی زیرزمینی ایرانی موسوم به «پی.یو.سی. آ» را بنیان نهاد. او در این باره گفته‌است:
احساسی که از اعماق قلب من برخاسته است، از زیرزمین نشأت می‌گیرد. در آن هیچ محدودیتی برای ما در هنرمان وجود ندارد. هیچ‌کس نمی‌تواند مارا متوقف کند یا بگوید که چه‌کاری انجام دهیم. ما به شیوه دلخواه خودمان زندگی می‌کنیم؛ شیوه زیرزمینی… من معتقدم یکی از بزرگترین چیزها دربارهٔ هنر این هست که به ما توانایی دیدن، تصور کردن و حس کردن در یک راه مطمئن را می‌دهد.

## فیلم‌های برجسته
- Cultures of Resistance (آوریل ۲۰۱۰) – Directed by Iara Lee, Cameraman
- No One Knows About Persian Cats (2009) – Directed by Bahman Ghobadi, Editor
- Rhino Season (2012) – Directed by Bahman Ghobadi, VFX Director[۲]

## موزیک ویدیوهای برجسته
- یه مشت سرباز (هیچ‌کس)
- بروکن انجل (آرش و هلنا)
- شی مِیکس می گو (آرش با سین پاول)
- دستا بالا (آرش با تیمبوکتو، آیلار،YAG)
- تِرَش دِ کلاب (دی جی علی گیتور)
- وان دی (آرش با هلنا)
- سکس راک اِن رول (آرش با تی-پین)
- " او مای گاد " (اسنوپ داگ با آرش)
- ترس (فربد خوش طینت)
- عشق (فربد خوش طینت)